# Christian Junior
Christian Ludvig Junior (født 9. juli 1896 på Frederiksberg, død 14. august 1966) var en dansk dommer og ledende nazist. Han er far til Jørgen Junior.
Han var søn af cand.jur. assistent, senere kopist Hans Jockum Junior (1859-1898), blev 1914 student fra Schneekloths Skole, 1919 cand.jur. og samme år fungerende sekretær i Justitsministeriet, blev 1921 sekretær, var 1929-30 konstitueret politiadvokat i København, 1930-31 konstitueret dommer i Vestre Landsret, blev 1932 fuldmægtig i Justitsministeriet og samme år konstitueret dommer i Københavns Byret, fik 1933 kgl. udnævnelse, blev 7. marts 1939 Ridder af Dannebrog og 1944 konstitueret dommer i Østre Landsret.
Under Besættelsen havde Junior været aktivt medlem af DNSAP (indmeldt august 1940, medlem nr. 47610), og efter befrielsen blev hans konstitution tilbagekaldt 24. maj 1945. 1. april 1947 blev Christian Junior ved domsmandsret i Københavns Amts nordre Birk idømt 1 års fængsel samt frakendt ret til at være dommer i Københavns Byret for et tidsrum af 5 år for under den tyske besættelse bl.a. at have været medlem af det nazistiske udvalg til udarbejdelse af »arierattester« og for at have været formand for den nazistiske partidomstol. 23. december blev Junior dog frifundet ved Østre Landsrets dom, men 24. maj 1948 ved kendelse af den ekstraordinære tjenestemandsdomstol afskediget uden pension. 4. juni 1949 blev denne kendelse stadfæstet af Højesteret, og 14. juli samme år blev Junior frataget Ridderkorset ved kgl. resolution. I resten af sit liv virkede han som forretningsmand i København.
1919-29 havde Junior været assistent ved Københavns Universitets juridiske Laboratorium, 1920-32 sekretær ved Overværgerådet og 1934-35 kredsdommer under folkeafstemningen i Saarområdet.
Han ægtede 26. september 1918 i Solbjerg Kirke Tove Frances Melbye (2. december 1896 i Hong Kong – ?), datter af konsul, direktør Peter Emil Melbye og Kamma Quaade Schjørring.
Hans og hustruens datter Renate Junior (f. 1926, Frederiksberg) ægtede i 1949 i Høsterkøb Kirke, Birkerød sogn tækkemand Poul Ejler Frederiksen (f. 1928 i Gl. Holte, Vedbæk sogn).  Poul Ejler´s & Renate´s søn Peter Frederiksen (f. 25. januar 1952 i Gl. Holte, Vedbæk sogn) blev i 2018 ved en sydafrikansk domstol idømt to gange livsvarigt fængsel for mord og voldtægt.